# Bataille de Neuve-Chapelle
Première Guerre mondiale
Batailles
Front d'Europe de l’Ouest
- Liège (8-1914)
- Namur (8-1914)
- Frontières (8-1914)
- Anvers (9-1914)
- Grande Retraite (9-1914)
- Marne (9-1914)
- Course à la mer (9-1914)
- Yser (10-1914)
- Messines (10-1914)
- Ypres (10-1914)
- Givenchy (12-1914)
- 1re Champagne (12-1914)
- Hartmannswillerkopf (1-1915)
- Neuve-Chapelle (3-1915)
- 2e Ypres (4-1915)
- Colline 60 (4-1915)
- Artois (5-1915)
- Festubert (5-1915)
- Quennevières (6-1915)
- Linge (7-1915)
- 2e Artois (9-1915)
- 2e Champagne (9-1915)
- Loos (9-1915)
- Verdun (2-1916)
- Redoute Hohenzollern (3-1916)
- Hulluch (4-1916)
- 1re Somme (7-1916)
- Fromelles (7-1916)
- Arras (4-1917)
- Vimy (4-1917)
- Chemin des Dames (4-1917)
- 3e Champagne (4-1917)
- 2e Messines (6-1917)
- Passchendaele (7-1917)
- Cote 70 (8-1917)
- 2e Verdun (8-1917)
- Malmaison (10-1917)
- Cambrai (11-1917)
- Bombardements de Paris (1-1918)
- Offensive du Printemps (3-1918)
- Lys (4-1918)
- Aisne (5-1918)
- Bois Belleau (6-1918)
- 2e Marne (7-1918)
- 4e Champagne (7-1918)
- Château-Thierry (7-1918)
- Le Hamel (7-1918)
- Amiens (8-1918)
- Cent-Jours (8-1918)
- 2e Somme (9-1918)
- Bataille de la ligne Hindenburg
- Meuse-Argonne (10-1918)
- Cambrai (10-1918)

Front italien
Front d'Europe de l’Est
Front des Balkans
Front du Moyen-Orient
Front africain
Bataille de l'Atlantique
Neuve-Chapelle a été le théâtre de violents combats en mars 1915 lors de la Première Guerre mondiale. Ces combats ont laissé des séquelles pour partie encore visibles dans le paysage et encore bien présents dans les sols qui livrent régulièrement de dangereuses munitions non explosées nécessitant l’intervention de démineurs.

## Objectifs
Neuve-Chapelle est un petit village situé entre Béthune et Lille et à environ 32 km au sud d'Ypres. Cette première attaque britannique en mars 1915 par Douglas Haig, à cette époque à la tête de la Première Armée. Son intention est de s'emparer des lignes allemandes formant un saillant puis du village lui-même afin de se positionner sur la crête d'Aubers, le seul point haut de la région. Cette capture pourrait permettre de perturber les lignes de communications allemandes entre La Bassée et Lille.

## Forces en présence

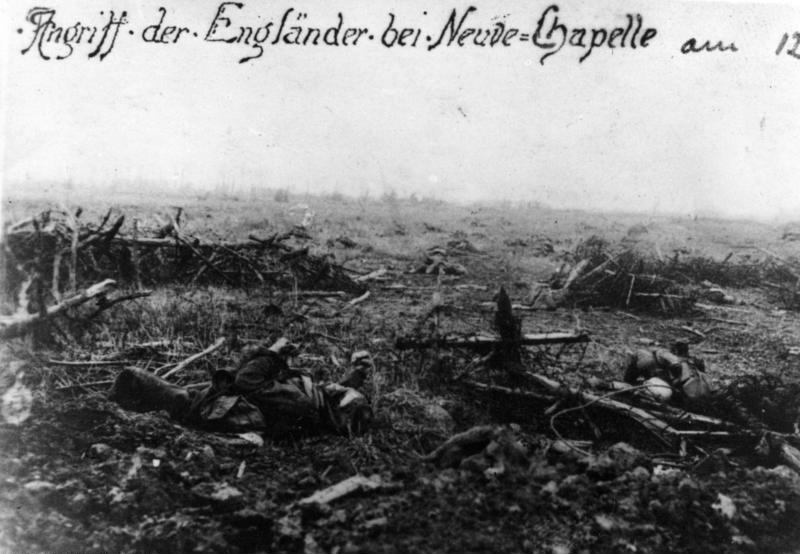
Photographie prise par un soldat allemand du champ de bataille de Neuve-Chapelle, le 12 mars 1915

Les troupes britanniques sont en nette supériorité numérique. Les six divisions de Haig de la Première armée positionnée sur un front de 20 km de longueur font face à deux divisions du VIIe corps allemand. Cependant toutes les forces britanniques ne participent pas à la bataille de Neuve-Chapelle. L'attaque est effectuée par des unités des 8e et 7e divisions indiennes. L'armée britannique utilise pour la première fois un barrage roulant, les canons concentrent leur feu sur une seule cible, puis sur une autre selon un chronométrage préparé tandis que l'infanterie progresse afin d'occuper le terrain préalablement bombardé. Les différentes batteries reçoivent une liste des cibles et le chronométrage détaillé du bombardement. Bien que l'artillerie soit limitée par un manque de munitions, la concentration de batteries autour de Neuve-Chapelle est impressionnante. Selon l'histoire officielle, il y a 530 canons ou obusiers à la disposition de la Première Armée, avec plus de 216 000 obus, soit une moyenne de plus de 400 coups par tube.

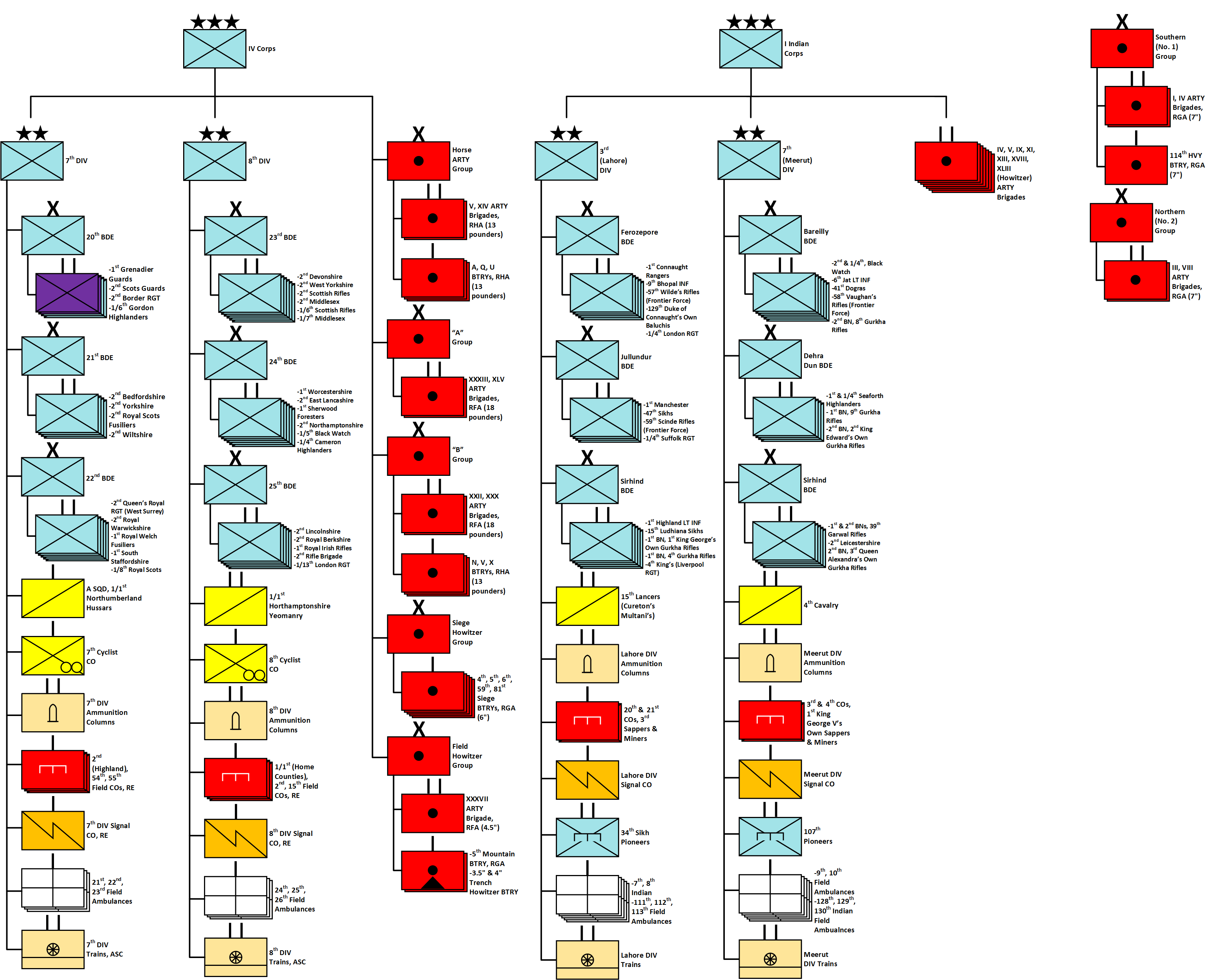
Ordre de bataille britannique au départ de la bataille de Neuve-Chapelle.

## Neuve Chapelle, une révolution pour la guerre

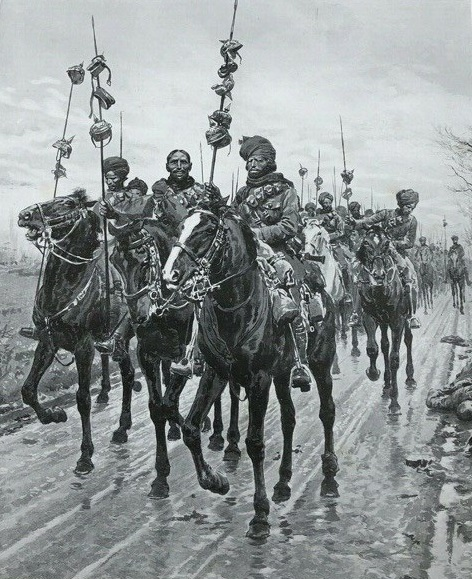
Cavaliers indiens après la bataille représentés par un journal britannique.

D'autres innovations ont également été essayées : des cartes sont publiées, sur lesquelles les objectifs à prendre sont marqués (en ligne rouge, bleue...). Des plans sont mis en place pour un programme de bombardement par avion. Cette organisation est mise en place dès le premier jour de la bataille, bien que le mauvais temps empêche la réalisation des objectifs. Le secret sur l'attaque est très bien entretenu, la surprise ayant été totale le jour de l'offensive. En fait, comme le dit l'histoire officielle, toutes les offensives ultérieures étaient fondées sur les méthodes développées par la Première Armée de Neuve-Chapelle, avec bien évidemment l'introduction d'améliorations. Il convient de rappeler que le commandant de la Première Armée est Sir Douglas Haig qui met en place avec son état-major les plans de cette opération sans aucune expérience de la guerre des tranchées. Les résultats sont mitigés (cela sans doute à cause d'un trop grand optimisme dans le choix des objectifs initiaux).

## Mémoire et patrimoine

### Mémorial indien de Neuve-Chapelle
Situé à Richebourg, ce monument commémore les 4 847 soldats indiens morts en France pendant la Première Guerre mondiale, notamment lors de la bataille de Neuve-Chapelle, et dont les tombes sont inconnues. Inauguré le 7 octobre 1927, il se présente sous la forme d'un forum circulaire avec une colonne centrale surmontée d'un lotus impérial, de la couronne impériale et de l'Étoile d'Inde. Deux tigres, symboles religieux sikhs, gardent la base de la colonne. En 2017, le site a été inscrit au titre des monuments historiques, et en septembre 2023, il a été ajouté à la liste du patrimoine mondial de l'UNESCO.